# Jan Zdanowicz (architekt)

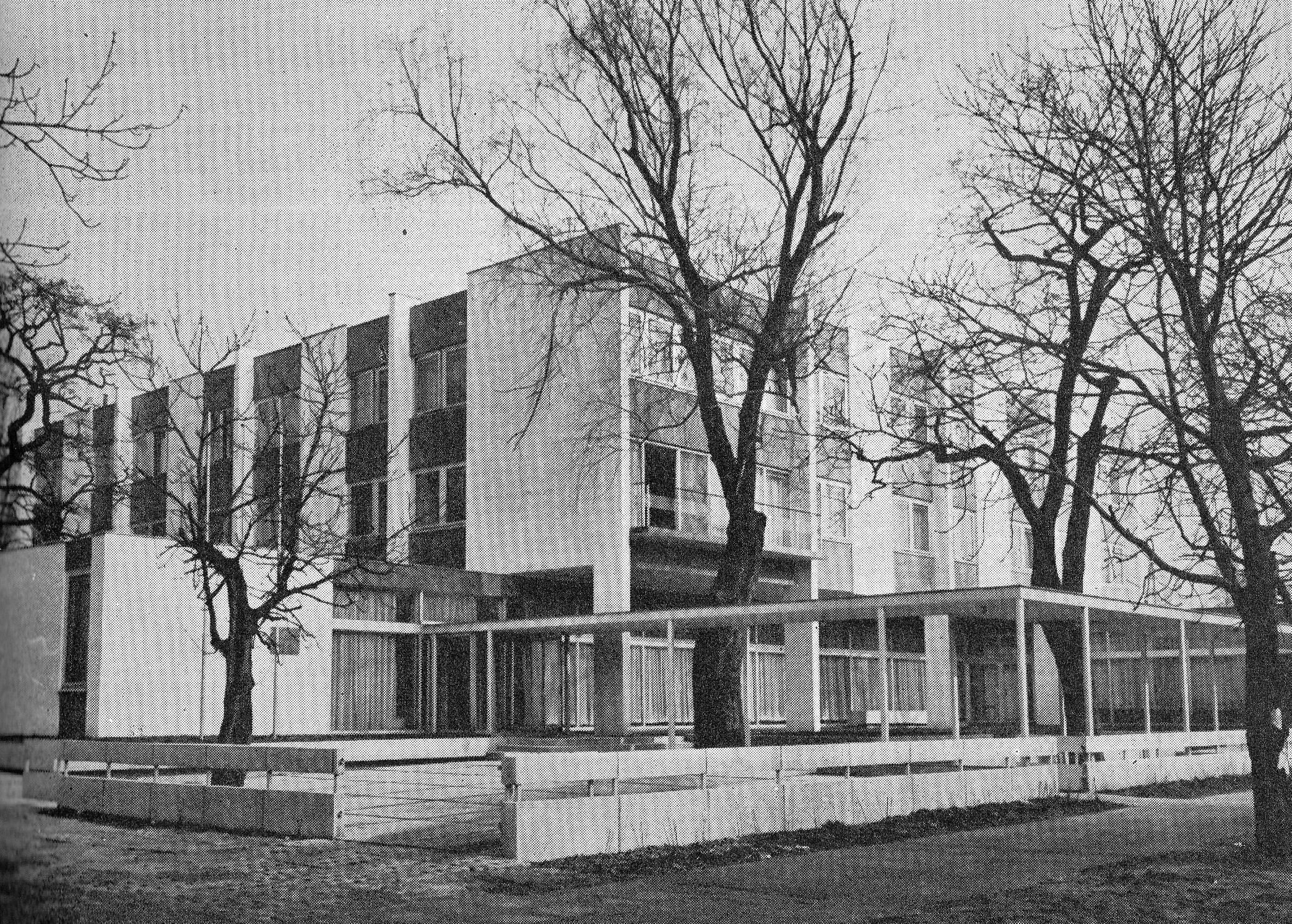
Budynek Węgierskiej Ekspozytury Handlowej przy ul. Szwoleżerów 10 w Warszawie

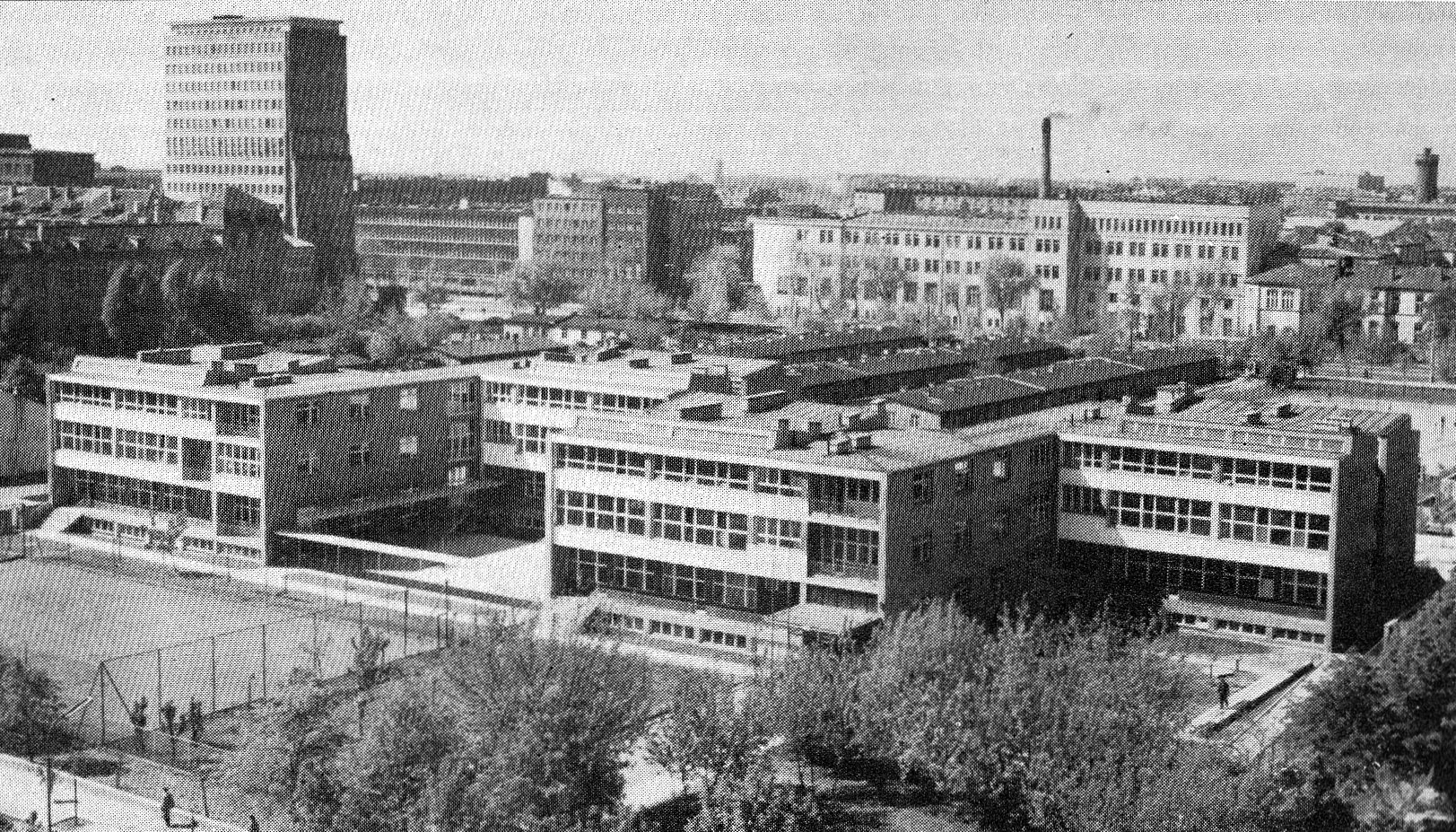
Szkoła przy ul. Emilii Plater w Warszawie

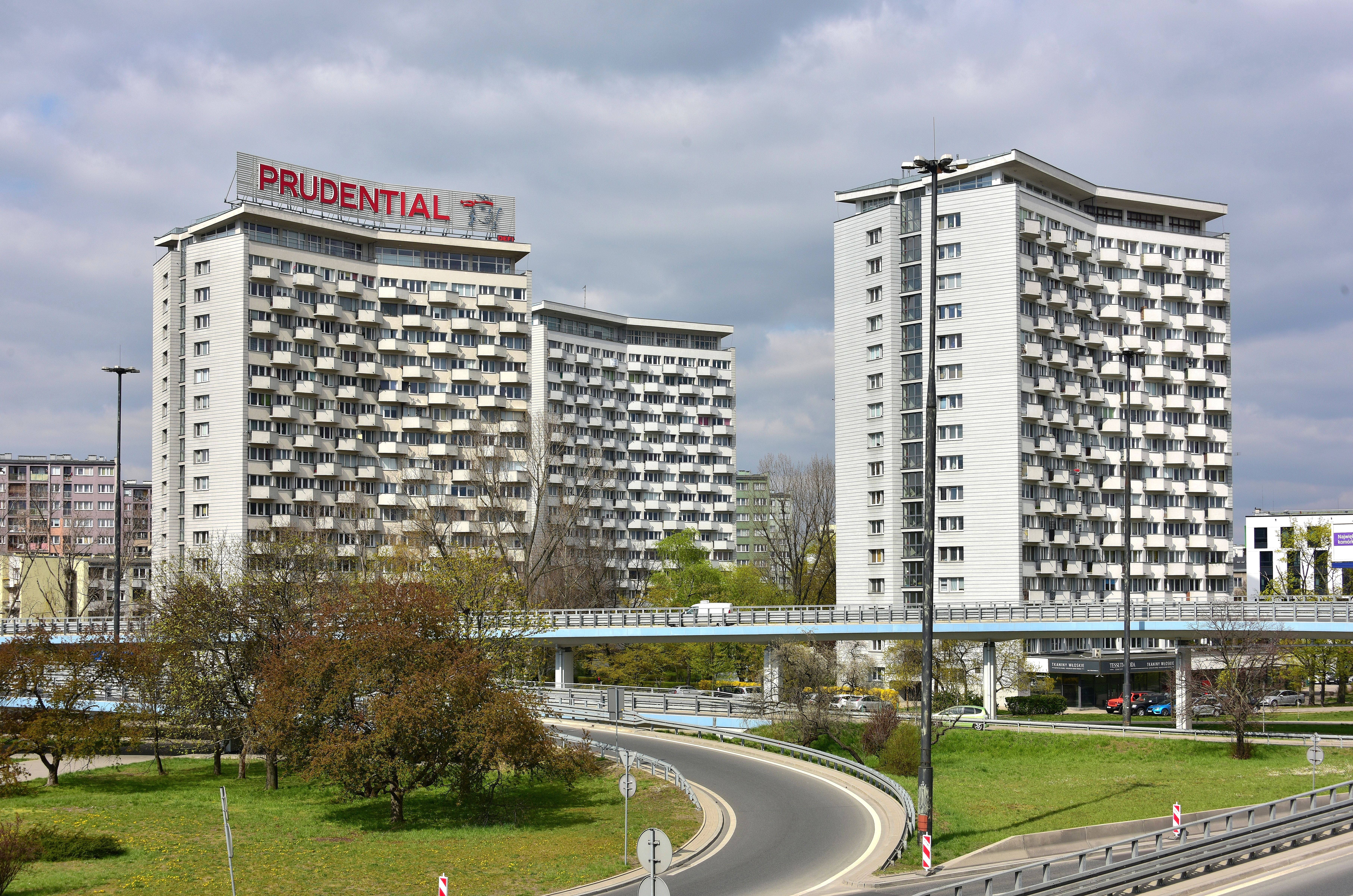
Trzy 16-piętrowe bloki mieszkalne na osiedlu Torwar (tzw. Iksy)

Jan Zdanowicz (ur. 13 października 1920 w Smoleńsku, zm. 22 kwietnia 1995) – polski architekt, doktor nauk technicznych, autor projektów wielu budynków mieszkalnych i użyteczności publicznej w Warszawie, powstaniec warszawski. 

## Życiorys
Uczestnik powstania warszawskiego (kpr. pchor. ps. Dzid, kompania K 1 w batalionie Karpaty wchodzącym w skład Zgrupowania Pułku Baszta). Po upadku powstania więzień Stalagu XI-A Altengrabow. 
Absolwent Wydziału Architektury Politechniki Warszawskiej (1953). Projektant w Zakładzie Projektowania KBM Warszawa-Śródmieście. Od 1956 członek warszawskiego oddziału Stowarzyszenia Architektów Polskich. W latach 1978–1986 pracował jako starszy wykładowca w Instytucie Projektowania Architektonicznego Wydziału Architektury Politechniki Warszawskiej. W 1974 roku otrzymał „Odznakę Milionera”. 
Pochowany na cmentarzu Bródnowskim w Warszawie (kwatera 21E-6-21).

## Ważniejsze prace
- część A i C osiedla Sielce w Warszawie (1953–1966, z Jerzym Baumillerem)[6]
- drugi etap osiedla Okęcie Lotnisko (1958–1961, z Jerzym Baumillerem)[7]
- osiedle Aleje Jerozolimskie-Zachód w Warszawie (1962–1967, z Jerzym Baumillerem)[8]
- osiedle Pańska w Warszawie (1965–1967)[9]
- osiedle Bernardyńska w Warszawie (1974–1979, projektant generalny)[10]
- blok mieszkalny przy ul. Madalińskiego 57 w Warszawie (1960, z Jerzym Baumillerem i Zygmuntem Kleyffem)[11]
- blok mieszkalny przy ul. Czerniakowskiej 99/101 w Warszawie (1961–1962, z Jerzym Baumillerem, nagroda w konkursie „Mister Warszawy“ na najlepszy budynek oddany do użytku w stolicy w 1962)[12]
- budynek szkoły przy ul. Emilii Plater 29 w Warszawie (1962, z Jerzym Baumillerem)[13]
- blok mieszkalny przy ul. Grójeckiej 19/25 w Warszawie (1962–1968)[14]
- blok mieszkalny na osiedlu Szaserów przy ul. Osowskiej 80 w Warszawie (1966–1967, z Tadeuszem Woźniakiem)[15]
- trzy bloki mieszkalne na osiedlu Torwar (1970–1972)[16]
- budynek szkoły przy ul. Staffa 111 w Warszawie (1963, z Jerzym Baumillerem)[17]
- Spółdzielczy Dom Handlowy „Feniks” w Warszawie (1971–1972)[18]
- budynek Węgierskiej Ekspozytury Handlowej przy ul. Szwoleżerów 10 w Warszawie (1973, z zespołem, nagroda w konkursie „Mister Warszawy“)[19][20]
- biurowiec Intraco 2, obecnie Chałubińskiego 8 w Warszawie (1973–1978, z Jerzym Skrzypczakiem, Haliną Świergocką, Wojciechem Grzybowskim i Jerzym Janczakiem)[21]